# Jan Robert Bloch
Jan Robert Bloch (* 10. September 1937 in Prag; † 13. Mai 2010 in Berlin) war Naturwissenschaftler, Pädagoge und Sozialphilosoph.

## Leben
Jan Robert Bloch war der Sohn der Architektin Karola Bloch und des Philosophen Ernst Bloch. Er wuchs in den USA und in der DDR auf. 1961 wechselte er anlässlich des DDR-Mauerbaus mit seinen Eltern in die Bundesrepublik. Als Wissenschaftler lehrte er am Institut für Pädagogik der Naturwissenschaften der Universität Kiel und gab Vorlesungen auf den Gebieten der politischen Philosophie und Soziologie der Universität Potsdam.
In Projekten der Deutschen Forschungsgemeinschaft untersuchte er in Deutschland und Südostasien den Wandel der Arbeitswelt. Er war Mitglied der Ernst-Bloch-Gesellschaft. Er gehörte zum Stiftungsrat der Ernst-Bloch-Stiftung und zum wissenschaftlichen Beirat des Ernst-Bloch-Zentrums in Ludwigshafen am Rhein. Mit seiner fachlichen Expertise als Chemiker unterstützte er die ökologische Diskussion der Anti-Atom-Bewegung. Er initiierte den interdisziplinären „Arbeitskreis Naturqualität“ („Problemgemeinschaft zwecks Vorstellung und Diskussion von Ansätzen zu einer Pädagogik des qualitativen Naturbegriffs“) mit Fachleuten aus unterschiedlichen Disziplinen wie Michael Daxner, Rudolf zur Lippe, Burghart Schmidt, Christine Woesler oder Brigitte Wormbs. Jan Robert Bloch war parteilos.
Er veröffentlichte mehrere Bücher, sowie zahlreiche Aufsätze im Bloch-Jahrbuch der Ernst-Bloch-Gesellschaft, im Jahrbuch „Vorschein“ der Ernst-Bloch-Assoziation und begleitete die Veröffentlichung der Werke und des Nachlasses von Karola Bloch im Talheimer Verlag. Er trat für die Erarbeitung einer „Kritischen Gesamtausgabe“ des Werkes von Ernst Bloch ein. Er unterstützte die Arbeit des Löwenstein-Forschungsvereins Mössingen zur Aufarbeitung der Geschichte von Artur und Felix Löwenstein, den jüdischen Begründern des dem Bauhaus Dessau verbundenen Textilunternehmens PAUSA.
Jan Robert Bloch hatte drei Kinder. Hannes Gustav (* 1976) und Anna Leonore (* 1978) Bloch gingen aus seiner ersten Ehe mit June Ann Bloch (geb. Trammell, 1941–2007) hervor, Benjamin Pasero (* 1981) als drittes Kind aus einer langjährigen Beziehung mit Ursula Pasero.
Jan Robert Bloch war mit Anne Monika Sommer-Bloch verheiratet.
Er starb in Berlin nach kurzer Krankheit.

## Schriften
- Natur und Arbeit: Zur Bestimmung ihrer Vermittlung Beltz Verlag, Weinheim 1982.
- Kristalle der Utopie. Gedanken zur politischen Philosophie Ernst Blochs. Talheimer Verlag, Mössingen 1995.
- Utopie: Ortsbestimmungen im nirgendwo: Begriff und Funktion von Gesellschaftsentwürfen. Leske und Budrich, Opladen 1997.
- »Ich bin. Aber ich habe mich nicht. Darum werden wir erst.« Perspektiven der Philosophie Ernst Blochs. Suhrkamp Verlag, Frankfurt 1997.
- Jan Robert Bloch, Anne Frommann, Welf Schröter: Briefe durch die Mauer. Briefwechsel 1954 – 1998 zwischen Ernst & Karola Bloch und Jürgen & Johanna Teller. Talheimer Verlag, Mössingen 2009.

Aufsätze (Auswahl)
- Naturallianz: Zur Entwicklung einer Leitidee. In: M. Daxner, J. R. Bloch, B. Schmidt (Hg.): Arbeitskreis Naturqualität. Andere Ansichten der Natur. Münster 1983, S. 1–33 (mit B. Schmidt)
- Ein Advent in Mössingen. Felix und Artur Löwenstein. In: Francesca Vidal (Hg.): Bloch-Jahrbuch 2009. Träume gegen Mauern. Dreams against Walls. Talheimer Verlag, Mössingen 2009. S. 62–82.
- Das Sagen des Unsagbaren: Ernst Blochs Sprache als sachgebotene Methode. In: Rainer E. Zimmermann, Gerd Koch (Hg.): U-Topoi. Ästhetik und politische Praxis bei Ernst Bloch. Talheimer Verlag, Mössingen 1996, S. 112.
- Probleme einer spekulativen Physik. In: Francesca Vidal (Hg.): Naturallianz – von der Physik zur Politik. Bloch-Jahrbuch 2004. Talheimer Verlag, Moessingen 2004, S. 343ff.
- Bauhaus, Ornament, Utopie. In: Francesca Vidal (Hg.): Bloch-Jahrbuch 2008. Ernst Bloch und das Bauhaus – Gestern und Heute. Talheimer Verlag, Mössingen 2008, S. 38ff.